# Tannenberg-Kapelle

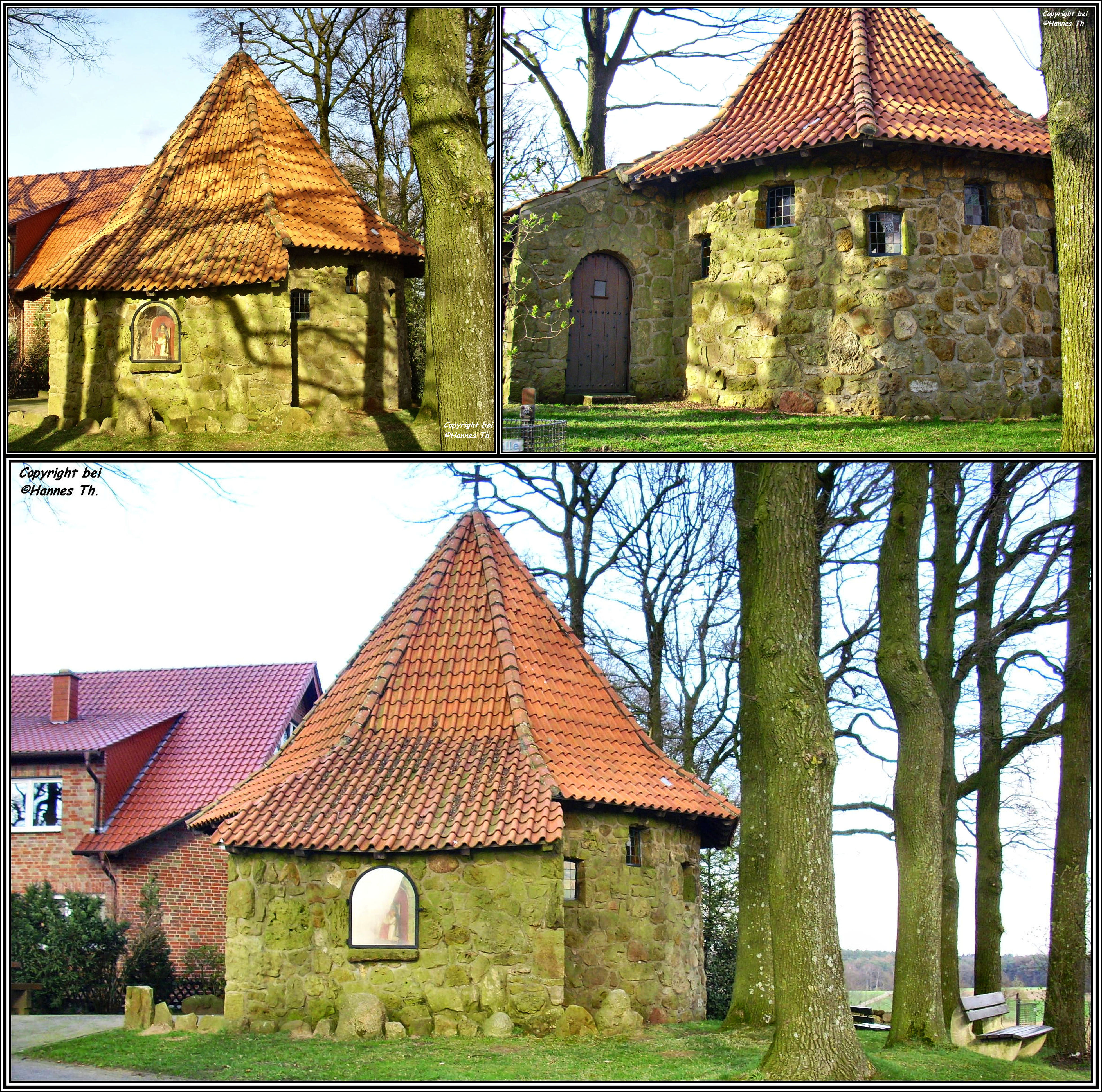
Tannenberg-Kapelle (2013)

Die Tannenberg-Kapelle ist eine Kapelle im Halterner Ortsteil Lippramsdorf-Tannenberg im Naturpark Hohe Mark-Westmünsterland. Die kleine Votivkirche, ein Rundbau aus Bruchstein mit Zeltdach, wurde 1962 an der Stelle eines 1614 erstmals erwähnten Vorgängerbaus errichtet und ist zu Ehren der heiligen Anna geweiht. Sie gehört zur Pfarrei St. Sixtus Haltern am See im Kreisdekanat Recklinghausen des Bistums Münster.

## Geschichte
Der Neubau der Kapelle entstand aufgrund eines Gelübdes der Nachbarschaft Tannenberg-Holt für die Heimkehr von fünf Männern, die in den letzten Tagen des Zweiten Weltkriegs von aufständischen russischen Zwangsarbeitern als Geiseln genommen worden waren. Nach deren unversehrter Rückkehr wurde zum Zeichen des Dankes die Kapelle erbaut. Anlässlich des 50-jährigen Jubiläums wurde die Kapelle renoviert und im Juli 2012 unter Leitung von Altbischof Reinhard Lettmann in ihr eine heilige Messe gefeiert.